# Ramsholm (Kumlinge, Åland)
Ramsholm är en halvö i Åland (Finland). Den ligger i den östra delen av landskapet, 50 km öster om huvudstaden Mariehamn. Ramsholm ligger på ön Kumlinge.